# キプロスの銀行の一覧
キプロスの銀行の一覧

## 中央銀行
- キプロス中央銀行 (Central Bank of Cyprus)

## 主要銀行
- アルファ銀行 (Alfa-Bank)[要出典]
- アラブ銀行 (Arab Bank)
- キプロス銀行 (Bank of Cyprus)
- BNPパリバ銀行 (BNP Paribas)
- ヘレニック銀行 (Hellenic Bank)
- マーフィン・ライキ銀行 (Marfin Laiki Bank)
- ギリシャ国立銀行 (National Bank of Greece)
- ギリシャ商業銀行 (Commercial Bank of Greece)
- ソシエテ・ジェネラル (Société Générale)
- トルコ銀行 (Turkish Bank)
- キプロス・ポピュラー銀行 (Cyprus Popular Bank)